# Uraeotyphlus
Uraeotyphlus ist eine Gattung kleiner Schleichenlurche (Gymnophiona), die nur im südwestlichen Indien vorkommt, vor allem in den Böden tropischer Wälder in den Westghats in Kerala.

## Merkmale
Uraeotyphlus-Arten werden etwa 30 Zentimeter lang. Sie sind dunkelgrau oder braun gefärbt und ähneln den Fischwühlen (Ichthyophiidae), die im gleichen Lebensraum vorkommen. Als ursprüngliches Merkmal gilt, dass der Schädel aus vielen Knochen besteht. Im Unterschied zum endständigen Maul der Fischwühlen ist ihr Maul unterständig. Ihre Tentakel liegen weit vor den Augen, unterhalb der Nasenöffnungen. Der Körper ist durch zweifach unterteilte Hautfalten (Annuli) geringelt und von zahlreichen Schuppen bedeckt. Tertiäre Annuli fehlen. Uraeotyphlus-Arten haben einen kurzen Schwanz. Wie die Fischwühlen besitzen sie Tracheallungen.

## Lebensweise
Lebensweise und Vermehrung der Uraeotyphlus-Arten sind weitgehend unbekannt. Sie lebend wühlend in den Waldböden ihres Verbreitungsgebietes und vermehren sich wie die Nasen- und die Fischwühlen ovipar (eierlegend). Für Uraeotyphlus oxyurus sind freilebende Larven nachgewiesen.

## Systematik
Die Gattung war ursprünglich die einzige der monotypischen Familie Uraeotyphlidae, wird aber mittlerweile zur Familie der Fischwühlen (Ichthyophiidae) gezählt. Gemeinsamkeiten beider Taxa sind die außen am Herz klar sichtbare Trennung beider Arterien sowie ein circumorbitales Postfrontale.

## Arten
Es sind sieben Arten bekannt (Stand: 18. November 2018):
- Uraeotyphlus gansi Gower, Rajendran, Nussbaum & Wilkinson, 2008
- Uraeotyphlus interruptus Pillai & Ravichandran, 1999
- Uraeotyphlus malabaricus (Beddome, 1870)
- Uraeotyphlus menoni Annandale, 1913
- Uraeotyphlus narayani Seshachar, 1939
- Uraeotyphlus oommeni Gower & Wilkinson, 2007
- Uraeotyphlus oxyurus (Duméril & Bibron, 1841)

## Galerie

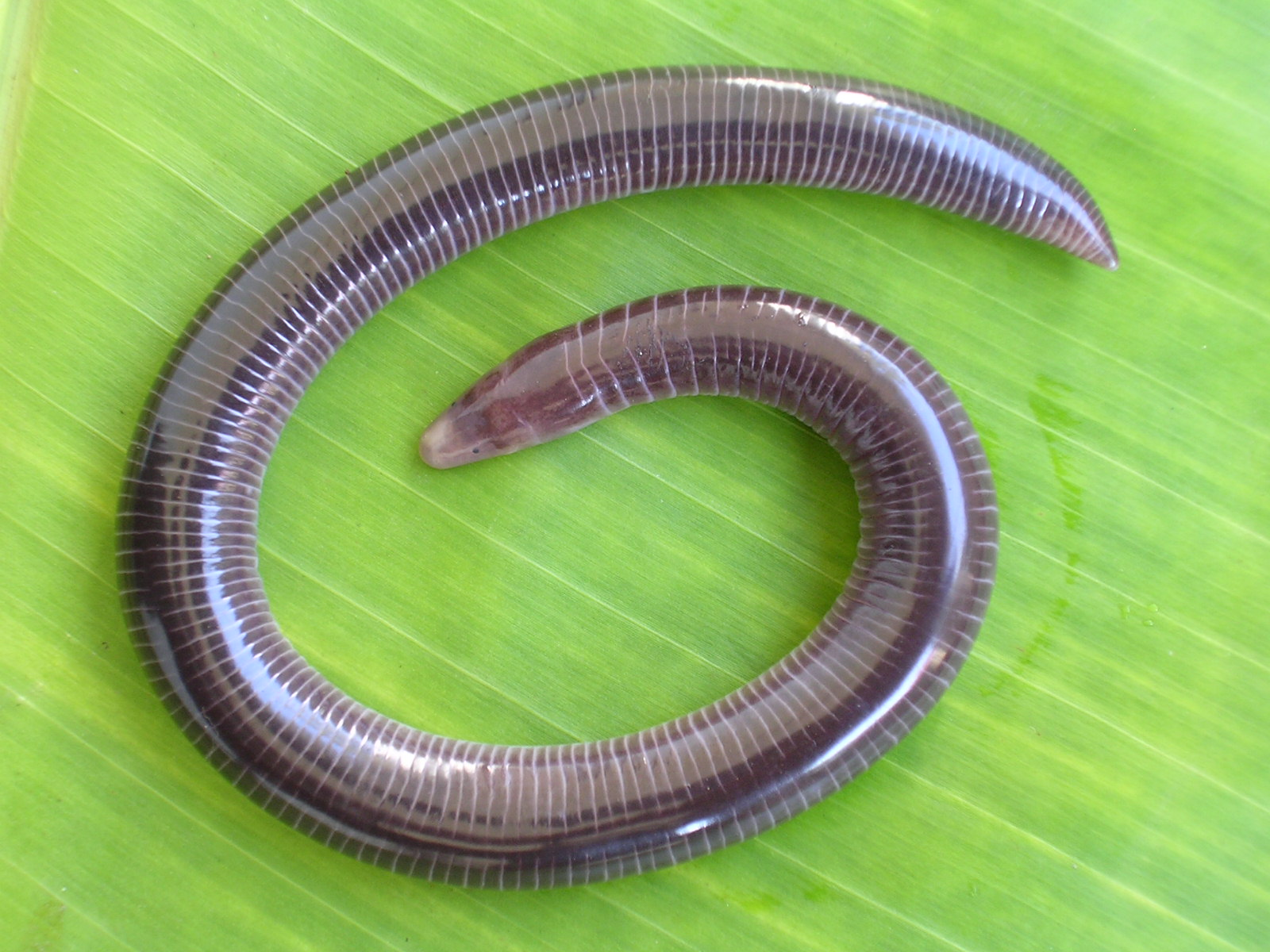
Uraeotyphlus interruptus
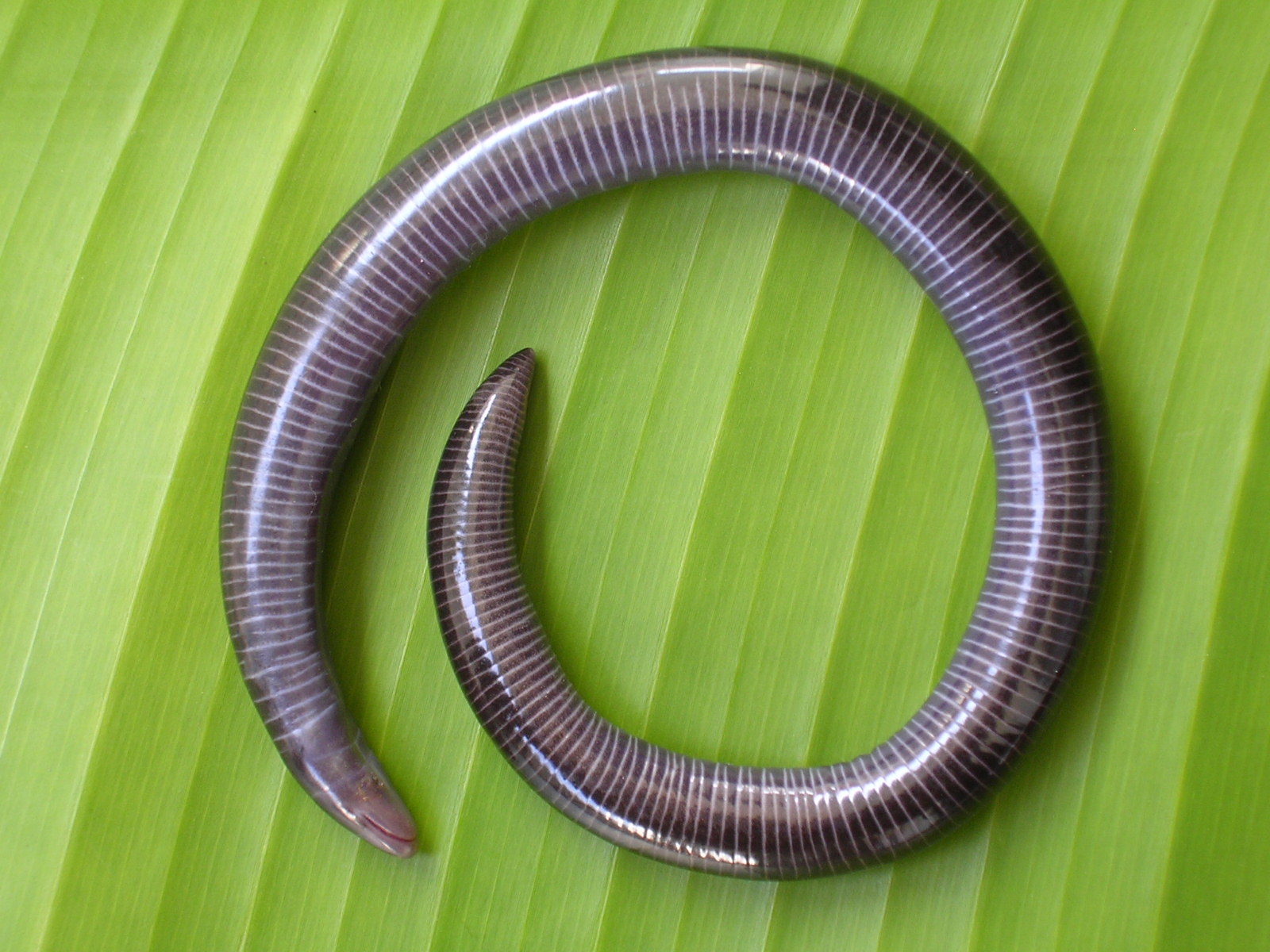
Uraeotyphlus menoni
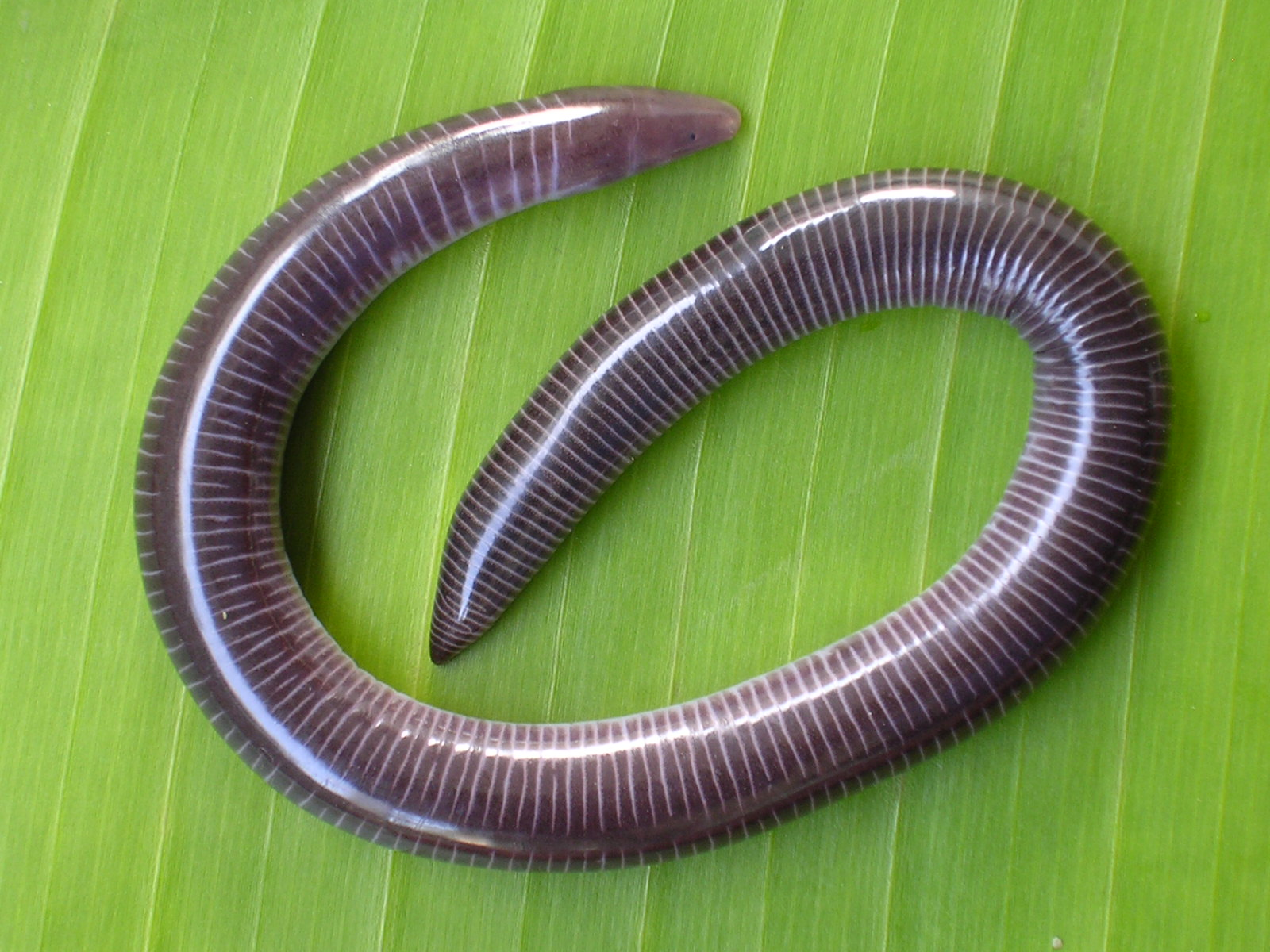
Uraeotyphlus narayani
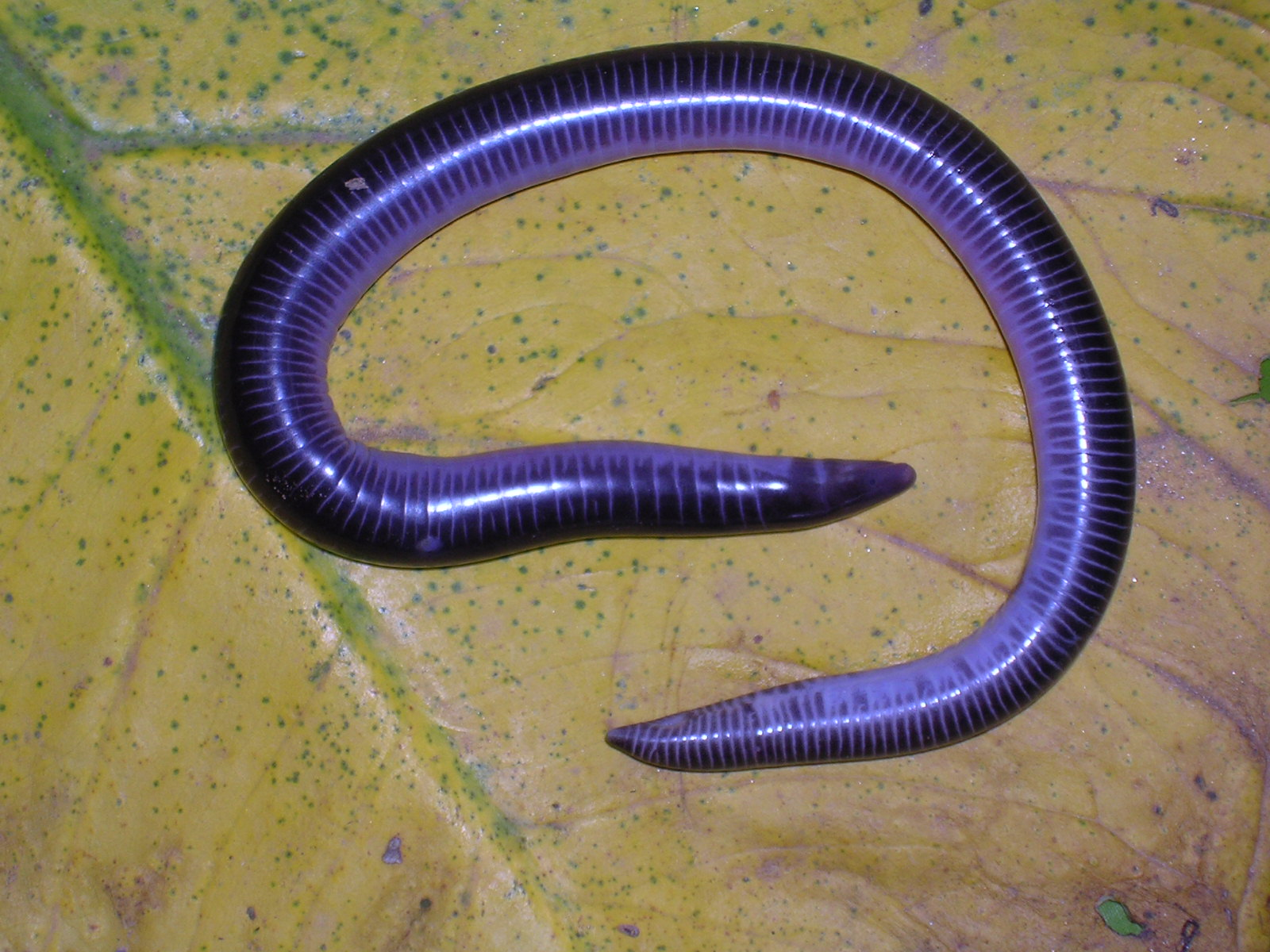
Uraeotyphlus oxyurus